# Argo (Alabama)
Argo es un pueblo ubicado en los condados de St. Clair y Jefferson en el estado estadounidense de Alabama. En el año 2000 tenía una población de 1034 habitantes y una densidad poblacional de 56 personas por km².

## Geografía
Argo se encuentra ubicado en las coordenadas 33°42′1″N 86°30′44″O / 33.70028, -86.51222. Según la Oficina del Censo, la localidad tiene un área total de 31,8 km² (12,3 mi²), de la cual 31,5 km² (12,2 mi²) es tierra y 0,3 km² (0 mi²) (0.90%) es agua.

## Demografía
Según la Oficina del Censo en 2000 los ingresos medios por hogar en la localidad eran de $41,167, y los ingresos medios por familia eran $53,088. Los hombres tenían unos ingresos medios de $33,875 frente a los $28,625 para las mujeres. La renta per cápita para la localidad era de $18,226. Alrededor del 8,6% de la población estaban por debajo del umbral de pobreza. Según el censo de los Estados Unidos de 2020, en la ciudad residían 4.368 personas, 1.348 hogares y 1.146 familias.